# Samsung Galaxy Note Pro 12.2
Samsung Galaxy Note Pro 12.2 là máy tính bảng 12.2-inch chạy hệ điều hành Android sản xuất và phân phối Samsung Electronics. Nó thuộc thế hệ mới của dòng Samsung Galaxy Note series và máy tính bảng Pro, bao gồm bản 8.4-inch, Samsung Galaxy Tab Pro 8.4, bản 10.1-inch, Samsung Galaxy Tab Pro 10.1, và một bản 12.2 inch khác, Samsung Galaxy Tab Pro 12.2. Nó được công bố vào 6 tháng 1 năm 2014, và phát hành vào 13 tháng 2 tại Mỹ, với giá $749.

## Lịch sử
Galaxy Note Pro 12.2 công bố vào 6 tháng 1 năm 2014. Nó được trình làng cùng với Galaxy Tab Pro 12.2, Tab Pro 10.1, and Tab Pro 8.4 tại 2014 Consumer Electronics Show ở Las Vegas.

## Tính năng
Galaxy Note Pro 12.2 phát hành với Android 4.4 KitKat. Samsung tùy biến giao diện người dùng với TouchWiz UX. Cùng với ứng dụng từ Google, bao gồm Google Play, Gmail và YouTube, nó truy cập vào ứng dụng của Samsung như ChatON, S Suggest, S Voice, Smart Remote (Peel) và All Share Play. Các chức năng và ứng dụng của bút được thêm vào trên Note Pro 12.2 có tên là Air Command cung cấp các phím tắt cho những tính năng định hướng của bút như Action Memos (ghi chú trên màn hình cho phép nhập liệu bằng tay để nhận diện nội dung của họ và cung cấp các hoạt động liên quan như tìm kiếm địa chỉ trên Google Maps và quay số điện thoại), Screen Write là một công cụ chú thích, Pen Window cho phép người dùng vẽ cửa sổ pop-up để chạy một ứng dụng nhất định bên trong, công cụ tìm kiếm S Finder, Scrapbook, My Magazine ứng dụng tin tức tổng hợp có thể truy cập bằng cách vuốt từ phía dưới màn hình, và cập nhật cho S Note.
Galaxy Note Pro 12.2 có sẵn bản Wi-Fi (SM-P9000), và biến thể 4G/LTE & Wi-Fi (SM-P9050). Bộ nhớ trong từ 16 GB đến 64 GB tùy theo sản phẩm, với thẻ nhớ microSDXC để mở rộng. Nó có màn hình 12.2-inch WQXGA TFT với độ phân giải 2.560x1.600 pixel. Nó có máy ảnh trước 2 MP và máy ảnh chính 8 MP. Nó có thể quay video HD.

## Liên kết
- Website chính thức
- Samsung Galaxy Note Pro Review Lưu trữ ngày 20 tháng 6 năm 2014 tại Wayback Machine